# Counter-Strike: Source
Counter-Strike: Source (známý také pod zkratkou CS:S či CSS) je multiplayerová hra pro hráče starší 16 let vyvíjená a vydaná společností Valve v roce 2004. Hra patří do série her Counter-Strike. Změnou oproti původním verzím je přechod na nový engine Source a změna názvů zbraní. Hra se hraje přes program Steam, který slouží také jako ochrana před piráty. V balení hry Counter Strike: Source jsou k nalezení ještě další 3 hry: Day of Defeat: Source (DoD:S), Half-Life 2 – Deatmatch a Half-Life 2: Lost Coast.